# Hydroxyde de nickel(II)
L'hydroxyde de nickel(II) est un complexe de nickel au degré d'oxydation II, de formule Ni(OH)2. Ses propriétés oxydo-réductrices en font un composé très utilisé dans l'industrie, particulièrement dans les batteries rechargeables au nickel.

## Polymorphisme
L'hydroxyde de nickel(II) est présent sous plusieurs polymorphes.
La forme α est constituée de couches de Ni(OH)2 entre lesquelles sont intercalés des anions ou des molécules d'eau,. La forme β est une structure hexagonale compacte d'ions Ni2+ et OH−,. En présence d'eau, la forme α évolue en forme β après dissolution et recristallisation,. Plusieurs structures d'hydroxyde de nickel γ ont été décrites, dans lesquels la distance inter-feuillet est plus importante.
Le minerai de Ni(OH)2, la théophrastite, se trouve sous la forme d'un cristal d'un vert émeraude translucide. Une variante de ce minerai contenant du magnésium a été découverte à Hagdale, sur l'île de Unst dans les Shetland.

## Propriétés

### Solubilité
L'hydroxyde de nickel(II) est insoluble dans l'eau. Il est soluble dans les solutions très concentrées d'hydroxyde de sodium où il forme le composé de formule Na2[Ni(OH)4], et dans l'ammoniaque où il forme le composé soluble [Ni(NH3)6]2+.

### Oxydo-réduction
L'hydroxyde de nickel(II) peut être oxydé en oxyhydroxyde de nickel(III) Ni(O)OH par les hypochlorites alcalins.
Dans les batteries au nickel, cette oxydation est combinée à la réduction d'un métal en hydrure métallique (MH) selon l'équation globale :
Ni(OH)2 + M → Ni(O)OH + MH.

## Obtention
La première synthèse de l'hydroxyde de nickel(II) a été proposée par Glemser et Einerhand, en faisant réagir du nitrate de nickel(II) avec de la soude et du peroxodisulfate de potassium.
L'ajout de soude sur les composés aqueux du nickel(II) entraine la formation de l'hydroxyde de nickel(II).
De nombreuses autres voies de synthèse ont été proposées en fonction de l'application finale du composé. Ainsi, pour éviter le passage de la forme allotropique α à la forme β, Jeevandam et al. ont mis au point une synthèse sonochimique menant à des couches de Ni(OH)2 avec des ions aluminium.

## Utilisation
En raison de ces propriétés d'oxydo-réduction, l'hydroxyde de nickel(II) est très utilisé en électrochimie et plus particulièrement dans la conception des batteries.
Les accumulateurs nickel-cadmium et nickel-hydrure métallique utilisent une anode en hydroxyde de nickel(II). L'α-hydroxyde de nickel(II) est la forme allotropique qui possède la plus grande capacité théorique et est donc généralement utilisée en électrochimie. Cependant sa tendance à se transformer en la variété β en solution alcaline tend à faire développer des formes stabilisées pour améliorer l'usage industriel.

## Toxicité
La dose létale médiane par ingestion de l'hydroxyde de nickel(II) est de 1 515 mg/kg sur le rat. Cette toxicité importante de l'hydroxyde par rapport aux autres composés du nickel(II) est peut-être due à son caractère insoluble et à sa concentration dans les cellules. Ces problèmes sanitaires ont entrainé une augmentation des projets de recherche visant à améliorer la densité énergétique des électrodes contenant de l'hydroxyde de nickel(II), particulièrement par l'ajout d'hydroxyde de cobalt ou de calcium.